# Maoussa
Maoussa est une commune de la wilaya de Mascara en Algérie.

## Sport
La ville accueille un club de football, le Najah Club Maoussa, fondé en 1946.